# Јерес
Јерес (од  — „изабрати“) или кривоверје у хришћанству, а посебно у католичкој и православној цркви, означава сва мишљења о верским догмама, која се разликују од званичног учења цркве. У ширем значењу, јерес је учење у филозофији, политици или науци, које се разликује од оног које је опште прихваћено као ауторитет. Лична мишљења о хришћанским догмама, а посебно о Исусу Христу, се називају „христолошке јереси“. Број гледишта која су током историје одликована као јеретичка је поприличан. Јеретика, човека који о верским питањима друкчије мисли, вековима је осуђивала званична црква. Увек се о јеретицима ширила застрашујућа, одбојна представа. Већ се и сама оптужба за јерес у историји цркве показала као ужасно оружје, којим је сваки неугодан противник могао да буде уништен. Црква никада није имала благонаклон став према слободи избора у питањима вере. Тертулијан истиче да избор не ваља јер уништава јединство групе. Јеретик је онај који бира. Верници не смеју постављати питања јер „питања чине људе јеретицима“.
У почецима хришћанства су главни јеретици били људи који су читали грчке филозофе. Тертулијан је то прецизно одредио: „филозофи су патријарси јеретика“, а његов став је кроз историју цркве био широко прихваћен. Ј. Мајендорф доказује да су, по оценама првих сабора, „класични филозофи били јересиарси“, односно да су све главне хришћанске јереси исход њиховог утицаја. Јеретик је по правилу човек истрајан у свом уверењу, који се пре окреће против црквене заједнице него што ће се одрећи властитог убеђења. Због смелог и често јуначког залагања за друкчија схватања вере, јеретици се убрајају у велике претече нових идеја. Како је Христово учење одступало од званичног тока јеврејске религије, он је био доживљен као реформатор и, коначно, као јеретик. Јеретик има сличности са пророком, са свецем, jep жртвује све и испуњен је вером. Он је највећа супротност религиозно равнодушном, црквенополитички окренутом човеку. Јеретик одлучно прихвата последице свог делања, а његова унутрашња животност претпоставља постојање изузетно снажног религиозног интересовања, које је код јеретика натпросечно. Архангел Михаило се сматра борцем против јереси.
Јерес се разликује од апостасије, што је изразито одрицање од вере, начела или узрока, и богохуљења, што је безбожна изрека или дело у вези с Богом или светим стварима. Термин јерес се обично користи за кршења важних религиозних техника, али се користи и за ставове који се снажно противе било каквим опште прихваћеним идејама. Користи се посебно у контексту хришћанства, јудаизма, и ислама.

## Хришћанство
Тертулијан (око 155–240) је имплицирао да су Јевреји били ти који су највише инспирисали јерес у хришћанству: „Од Јевреја је јеретик прихватио вођство у овој расправи [да Исус није био Христ.“
Иринеј је широко употребио реч јерес у свом трактату Contra Haereses (Против јереси) из 2. века да би описао и дискредитовао своје противнике током раних векова хришћанске заједнице. Он је описао веровања и доктрине заједнице као ортодоксне (од ὀρθός, orthos, „право“ или „тачно“ + δόξα, doxa, „веровање“), а учења гностика као јеретичка. Он се такође позвао на концепт апостолског прејемства да би поткрепио своје аргументе.
Константин Велики, који је заједно са Лицинијем одредио толеранцију хришћанства у Римском царству оним што се обично назива Миланским едиктом, и који је био први крштени римски цар, поставио је преседан за каснију политику. По римском закону, цар је био Понтифекс Макимус, првосвештеник Колегијума понтифика (Collegium Pontificum) свих признатих религија у старом Риму. Да би ставио тачку на доктринарну расправу коју је покренуо Арије, Константин је сазвао први од онога што ће се касније назвати васељенским саборима, а затим је царским ауторитетом наметнуо ортодоксију.
Прва позната употреба термина у правном контексту била је 380. године нове ере Солунским едиктом Теодосија I, којим је хришћанство постало државна црква Римског царства. Пре издавања овог едикта, Црква није имала државно спонзирану подршку за било који посебан правни механизам да се супротстави ономе што је сматрала „јересом“. Овим едиктом се власт државе и цркве донекле преклапала. Један од исхода овог замагљивања Цркве и државе било је дељење државних овлашћења за спровођење закона са црквеним властима.
У року од шест година од званичне криминализације јереси од стране цара, први погубљени хришћански јеретик, Прискилијан, осуђен је 386. од стране римских световних званичника због чаробњаштва и погубљен са четири или пет следбеника. Међутим, његови оптуживачи су екскомуницирани од стране Амвросија Миланског и папе Сириција, који се противио Прискилијановој јереси, и који је „веровао да је смртна казна у најбољем случају неприкладна и обично недвосмислено зла.“ Едикт Теодосија II (435) предвиђао је строге казне за оне који су имали или ширили Несторијеве списе. Они који су поседовали Аријеве списе осуђени су на смрт.
У тексту о јереси из 7. века, Свети Јован Дамаскин је ислам назвао христолошком јереси, називајући га „јерес Ишмаелита“ (погледајте средњовековне хришћанске погледе на Мухамеда). Ова позиција је остала популарна у хришћанским круговима све до 20. века, од стране теолога као што су конгрегационалистички свештеник Френк Хју Фостер и римокатолички историчар Хилер Белок, који га је описао као „велику и трајну Мухамедову јерес“.

## Списак људи који су сматрани јеретицима
Августин је говорио: „Не верујте да неколико малих, случајно залуталих душа могу да створе јерес“. Велики јеретици су религиозни ствараоци, који су оставили неизбрисив траг у историји хришћанства. Они су створили ново и непролазно, и хришћанство их се, упркос почетном саблажњавању, више не може одрећи. Данас се за јеретике који су оснивачи новог учења користи појам јересијарси.
- Симон Врач (1. век)
- Маркион (85-?)
- Василид (2. век)
- Ориген (185–254)
- Мани (око 216—276)
- Арије (280–336)
- Цар Јулијан Отпадник (331–363)
- Евномије († 393)
- Пелагије (360–420)
- Несторије (око 386—451)
- Монах Готшалк
- Јован Скот Еријугена (око 810 - око 877)
- Поп Богомил (10. век)
- Пјер Абелар (1079—1142)
- Петар Валдо (1140—1218)
- Мајстор Екхарт (око 1260—1327)
- Арнолд из Бреше (крај 11. века - 1155)
- Дјед Растудије († око 1230)
- Џон Виклиф (око 1324—1384)
- Јан Хус (1370—1415)
- Јованка Орлеанка (1412—1431) (спаљена)
- Мартин Лутер (1483—1546)
- Томас Минцер (око 1490—1525)
- Себастијан Франк (1499—1542)
- Ханс Денк (?—1553)
- Мигел Сервето (1511—1553)
- Себастијан Кастело
- Ђордано Бруно (1548—1600)
- Галилео Галилеј (1564—1642)
- Томазо Кампанела (1568—1639)
- Блез Паскал (1623—1662)
- Барух Спиноза (1632—1677)
- Готфрид Арнолд (?—1714)
- Готхолд Ефраим Лесинг (1729—1781)
- Лав Николајевич Толстој (1828—1910)